# San Dieguito de Arriba
San Dieguito de Arriba är en ort i Mexiko.   Den ligger i kommunen Acaponeta och delstaten Nayarit, i den centrala delen av landet, 700 km nordväst om huvudstaden Mexico City. San Dieguito de Arriba ligger 42 meter över havet och antalet invånare är 289.
Terrängen runt San Dieguito de Arriba är kuperad åt nordost, men åt sydväst är den platt. Runt San Dieguito de Arriba är det ganska glesbefolkat, med 25 invånare per kvadratkilometer. Närmaste större samhälle är Acaponeta, 3,2 km väster om San Dieguito de Arriba. I omgivningarna runt San Dieguito de Arriba växer i huvudsak lövfällande lövskog.